# Wenquan (köping i Kina, Shandong, lat 36,45, long 120,65)
Wenquan (kinesiska: 温泉, 温泉镇) är en köping i Kina. Den ligger i provinsen Shandong, i den östra delen av landet, omkring 330 kilometer öster om provinshuvudstaden Jinan.
Genomsnittlig årsnederbörd är 852 millimeter. Den regnigaste månaden är juli, med i genomsnitt 278 mm nederbörd, och den torraste är januari, med 12 mm nederbörd.